# Mariobezziinae
Mariobezziinae (лат.) — подсемейство двукрылых из семейства жужжал (Bombyliidae).
Афротропика и южная Палеарктика.

## Описание
Все представители подсемейства — коренастые, компактные мухи, часто пчелоподобные по внешнему виду, обычно встречаются отдыхающими на цветах, особенно на маргаритках семейства Asteraceae. Отдельные особи обычно покрываются пыльцевыми зернами, которые запутываются в волосах. Синапоморфии таксона: педицель с небольшим дорсальным шипом; задний край эпандрия со сложной выемкой (также встречается у Lomatiinae). Жгутик усика и щупики одночлениковые. Крылья с тремя ветвями жилки Rs; М2 присутствует; анальная ячейка обычно закрыта. Пропрестернум грушевидный; анепимерон голый; латеротергит и медиотергит голые. Преанальные щетинки отсутствуют, за исключением нескольких, присутствующих у Megapalpus.

## Классификация
Около 10 родов. Ранее эту группу рассматривали как трибу Corsomyzini в подсемействе Cythereinae или Mariobezziini в Bombyliinae. С 1994 года в статусе отдельного подсемейства.
- Callynthrophora Schiner, 1868
- Corsomyza Wiedemann, 1820
- Dasypalpus Macquart, 1840
- Gnumyia Bezzi, 1921
- Hyperusia Bezzi, 1921
- Mariobezzia Becker, 1912
- Megapalpus Macquart, 1834>
- Pusilla Paramonov, 1954
- Zyxmyia Bowden, 1960
- † Paracorsomyza Hennig, 1966